# 新Mr.Boo!鉄板焼
『新Mr.Boo!鉄板焼』（原題：鉄板焼、英題：Teppanyaki）は、1984年の香港映画。日本では『Mr.BOO!』新シリーズ第2弾として1985年11月2日に公開された。

## あらすじ
香港でも有名な鉄板焼の店。ここのシェフのジョニー（マイケル・ホイ）は、中国本土から103歳の父と共に逃げてきて、婿養子。義父はハンティングが趣味で常に猟銃をふりまわし、太っている女房はジョニーの浮気には敏感な強妻だ。今日も店に美人がくると、ジョニーはハッスル。ある日、そんな美人の客の一人シシー（サリー・イップ）にぞっこんになり、ちょっとトイレにいってくるといって家を抜け出してシシーとテニスをしたりディスコで踊ったりと、涙ぐましい浮気作戦。妻の方も犬を持つ女友達とこれに応戦。そしてフィリピン・スールー島へ、ジョニーはシシーと遊びに行くことになった。しかし、それをかぎつけた義父や妻たちも同行することになる。すったもんだで、南の島でシシーと浮気をするが、それもすべてバレてしまい、ついにシシーはジョニーにあいそをつかしてしまう。自暴自棄になったジョニーは積年の恨みを爆発させ妻と義父にフライパン片手に反撃し二人を震えあがらせ、やがてそんなジョニーに妻も打って変って献身的となり、義父も彼のいいなりに。やがて待望の子宝にも恵まれ、メデタシメデタシ。だが、ジョニーの浮気の虫はおさまらなかった。

## スタッフ
- 監督・脚本：マイケル・ホイ（許冠文）
- 製作：レイモンド・チョウ（鄒文懐）

## キャスト
順に役名／俳優／吹き替え。役名は香港影庫英語版を参照。
- ジョニー：マイケル・ホイ（許冠文）(広川太一郎)
- シーシー：サリー・イップ（葉倩文）(麻上洋子)
- イン：チョウ・メイイー（中国語版）（鄒美儀）(小宮和枝)
- サリー：フランシス・イップ（中国語版）（葉麗儀）
- ロケット：マイケル・ライ（中国語版）（黎小田）（太平シロー）
- ロケットの友達：デビッド・チェン（中国語版）（張俊英）（太平サブロー）
- ロン：ポール・ン（中国語版）（車保羅）（玄田哲章）
- 店長：ロー・ホイパン（中国語版）（盧海鵬）（富田耕生）
- ジョニーの祖父：ホイ・インサウ（中国語版）（許英秀）
- 飛行機の乗客：ユエ・タウワン（中国語版）（魚頭雲）※カメオ出演

## 映画解説
漫才コンビの太平サブロー・シローが吹き替えに参加。
サミュエル・ホイはゴールデン・ハーベストを離れ、シネマ・シティに契約。
リッキー・ホイも未出演、マイケル・ホイのソロ出演となった。
- DVD版 - 2013/7/12発売『Mr. BOO! ブルーレイBox-set』廉価版発売。
- 字幕翻訳 - 小松規子

70年代後半〜80年代の東宝東和の誇大、虚偽宣伝を良しとする方針に本作も倣っており、主人公のジョニーが料理をするシーンは序盤の一部にしか無いのに、「グルメ・コメディ」とし、あたかも料理が主題の作品である、とほぼ虚偽のキャッチフレーズや宣伝を行っていた。